# Overture (Bad Religion)
Overture is een nummer van Bad Religion. Het is het eerste nummer van het dertiende album van de band: The Empire Strikes First. Het is geschreven door gitarist Brett Gurewitz. Het is de intro van het album, en bevat daarom geen zang, het is helemaal instrumentaal.
Met 1:09 is Overture het kortste nummer van het hele album, en tevens de enige met alleen instrumenten en geen vocalen. Zanger Greg Graffin heeft daarom geen bijdrage aan dit nummer.

## Albums
Het nummer is alleen te beluisteren op het oorspronkelijke album The Empire Strikes First. Het is (nog) niet te vinden op een latere compilatie- of livealbum.

## Samenstelling
- Brett Gurewitz - Gitaar / Tekstschrijver
- Brian Baker - Gitaar
- Greg Hetson - Gitaar
- Jay Bentley - Basgitaar
- Brooks Wackerman - Drums